# Indian Empress

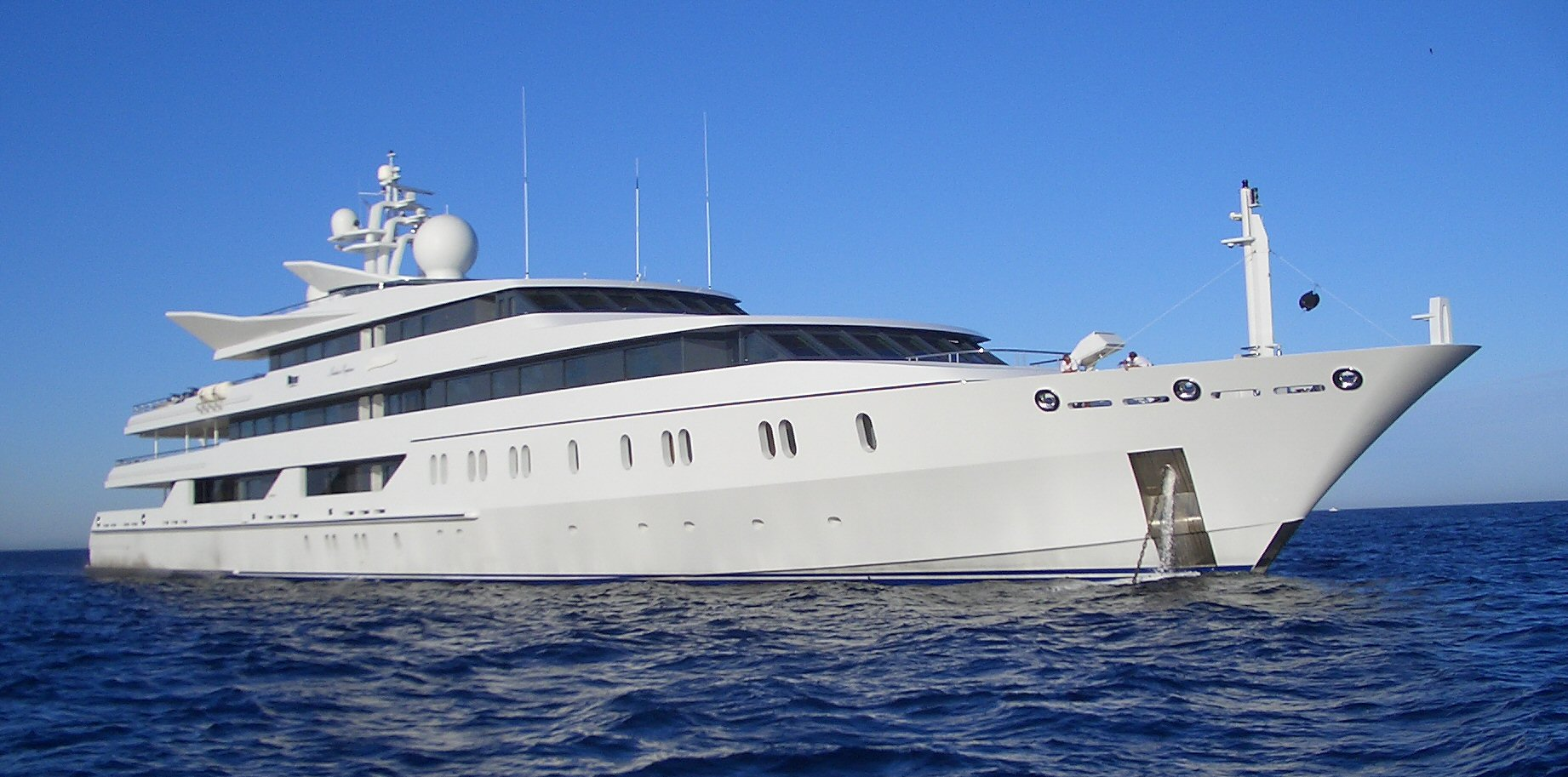
L’Indian Empress en mer

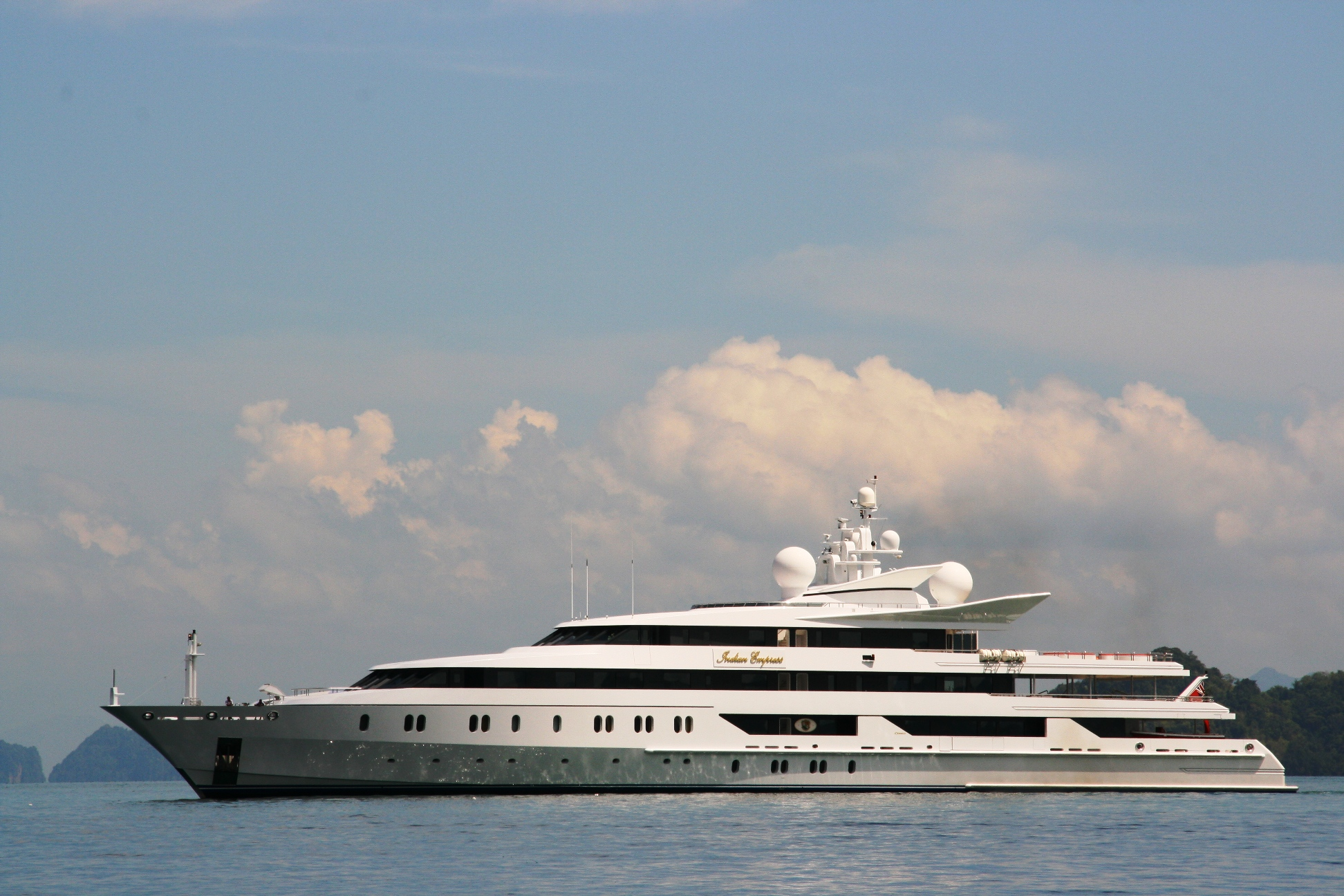
L’Indian Empress près de Phuket (Thaïlande)

L’Indian Empress est un yacht de luxe construit en l'an 2000.
Lancé par les chantiers néerlandais Oceanco sous le nom d’Al Mirqab, il mesure 95 mètres de long pour 14,6 mètres de large.
Le yacht appartenait à la famille royale du Qatar, et a été vendu en 2006 à Vijay Mallya, un milliardaire indien.
La vitesse de croisière du bateau est de 15 nœuds. Le navire peut accueillir à son bord un maximum de 12 passagers et 30 membres d'équipage (soit plus de deux membres d'équipage pour un seul passager).
Comme sur tous les grands yachts dignes de ce nom, se trouvent à l'intérieur un accès Internet WIFI, un système de télévision par satellite, un jacuzzi, un sauna... mais aussi plusieurs zodiacs et scooters des mers.
L’Indian Empress ressemble assez fortement au Constellation et au Yasmine of The Sea (ex-Stargate), deux yachts de 80 mètres construits eux aussi par les chantiers Oceanco.
Le nom d’Al Mirqab a été repris en 2008 au chantier Peters Schiffbau (de) à Wewelsfleth en Allemagne pour un yacht de Hamad ben Jassem al-Thani.
Le yacht a été rénové en 2015 et renommé NEOM à la suite de son changement de propriétaire, un membre de la famille royale saoudienne qui l'a ensuite revendu à Waleed bin Ibrahim al Ibrahim (en), lequel l'a rebaptisé H3 en l'honneur de son épouse Hana.